# Ориндж (окръг, Северна Каролина)
Вижте пояснителната страница за други значения на Ориндж.
Окръг Ориндж (на английски: Orange County) е окръг в щата Северна Каролина, Съединени американски щати. Площта му е 1039 km², а населението – 141 796 души (2016). Административен център е град Хилсбъроу.